# Ignacio Miguel Catalán
Ignacio Miguel Catalán Librada (nacido en Pamplona) es un autor español y director del Servicio de Plurilingüismo y Enseñanzas Artísticas del Gobierno de Navarra desde 2019.

## Biografía
Ignacio estudió magisterio en la Universidad Pública de Navarra. Es autor de varios libros.